# Janet Yellen
Janet Louise Yellen (n. 13 august 1946, New York City, New York, SUA) este o economistă americană și profesoară la Universitatea Berkeley din California, președinte al Consiliul de Administrație al Sistemului Federal de Rezerve al Statelor Unite ale Americii.

## Biografie
Este fiica lui Anna Blumenthal (născută Blumenthal) și al lui Julius Yellen, medic. Yellen este evreică și este căsătorită cu George Akerlof, economist câștigător al premiului Nobel și profesor emerit la Universitatea din California, Berkeley.
Este licență la Universitatea Brown (1967) și la Universitatea Yale (1971).
La 8 octombrie 2013, Yellen a fost nominalizată pentru postul de șef al Sistemului Federal de Rezerve al Statelor Unite ale Americii de către președintele american Barack Obama. În această poziție, ea ar trebui să-l înlocuiască pe Ben Bernanke, al cărui mandat se încheie la 31 ianuarie 2013. Pentru a ocupa această funcție este nevoie de aprobarea a minim 60 din 100 de membri ai Senatului Statelor Unite.